# Louis Smith (gimnasta)

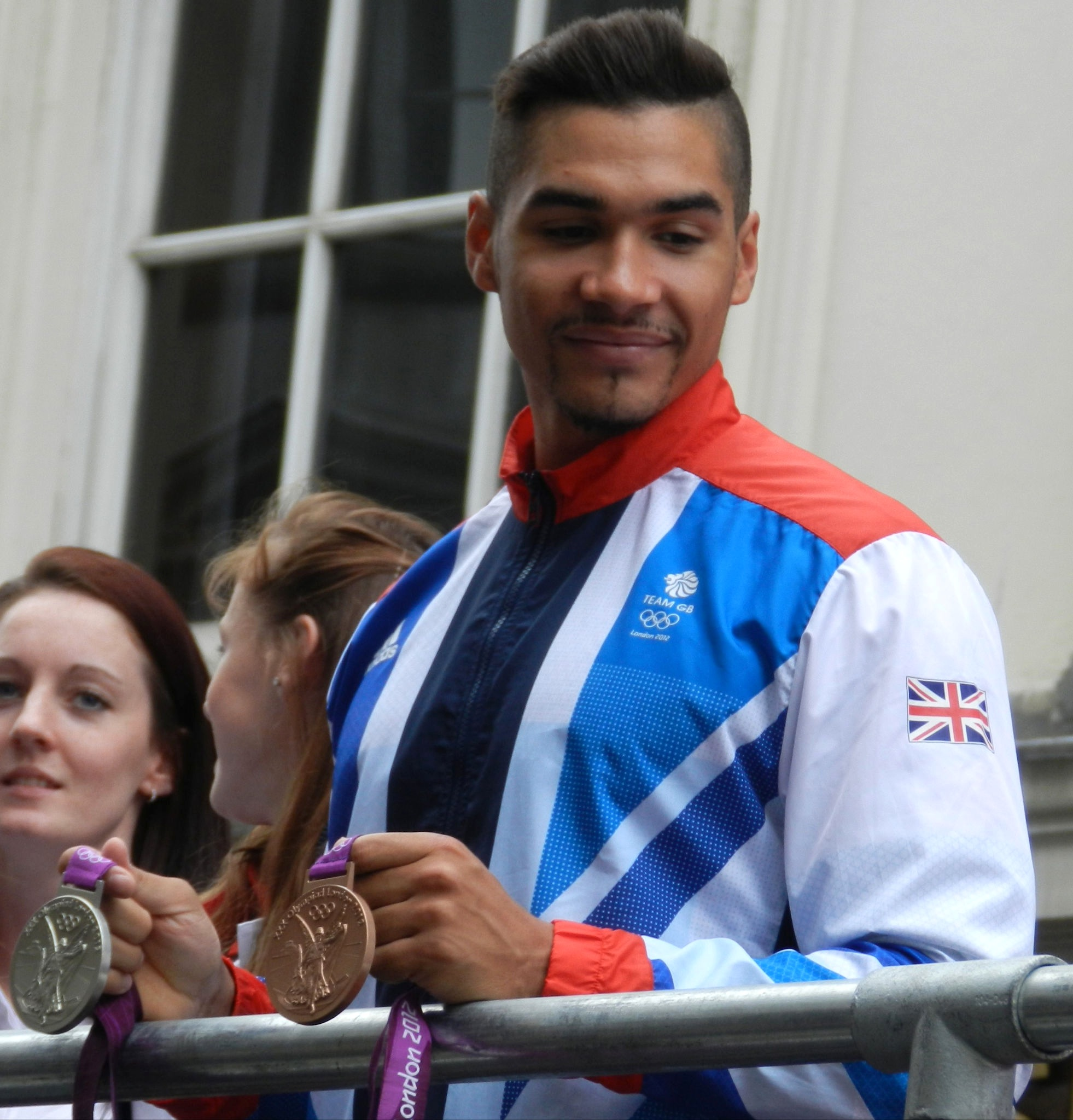
Louis Smith en 2012.

Louis Antoine Smith (Peterborough, Cambridgeshire, 22 de abril de 1989) es un gimnasta británico especialista en el caballo con arcos. Recibió una medalla de bronce y una medalla de plata en caballo con arcos en los Juegos Olímpicos de Pekín 2008 y los Juegos Olímpicos de Londres 2012, respectivamente, siendo en Pekín la primera vez que un gimnasta británico obtenía medalla olímpica desde 1928. Smith también fue parte del equipo de Gran Bretaña, que se llevó el bronce en el equipo masculino de los Juegos Olímpicos de Londres 2012. Smith es miembro del Club de Gimnasia Huntingdon, con entrenamiento junto a su compañero de equipo Daniel Keatings bajo el entrenador Paul Hall. Ganó la medalla de oro europea con el equipo masculino de Gran Bretaña en 2012, en 2010 fue campeón en los Juegos de la Commonwealth, y es también cuatro veces medallista de plata europea. Smith es el ganador de la serie de televisión de la BBC Strictly Come Dancing en 2012.

## Primeros años
Smith nació en Eyes, Cambridgeshire, su madre, Elaine es inglesa, se separó de su padre Claude, nacido en Jamaica, cuando él era joven. Él fue diagnosticado con el trastorno de hiperactividad por déficit de atención con hiperactividad (TDAH) y se le aplicó Ritalin cuando tenía siete años de edad. Su madre comentó que él solía ir "corriendo por la casa y subir en todas partes o ir a algún lugar más estructurado". Sus amigos locales incluyen a Aston Merrygold, más tarde un miembro de la boyband JLS.
Cuando tenía siete años, Smith no aceptó becas de coro, pero en su lugar eligió centrarse en la gimnasia. La primera vez que aprendió a usar el pomo fue al poner sus pies en un cubo que estaba atado a una cuerda y colgado del techo. Asistió a Arthur Mellows Village College en Glinton, Cambridgeshire.

## Carrera
En 2007 participó en el Mundial de Stuttgart, el primero de su carrera, en la que ganó la medalla de bronce. Con este resultado, el atleta calificado para competir en los Juegos Olímpicos de Beijing en 2008. En esta edición, se levantó de nuevo al podio como medallista de bronce. En 2009, en el Campeonato Europeo celebrado en Milán, el joven gimnasta ganó medallas de plata.
En los Juegos Olímpicos de Londres 2012, obtuvo medalla de plata en la categoría de caballo con arcos.

## Vida personal
Su primera hija, Marley Valentina Smith, nació en febrero de 2021.